# Pachycondyla variolosa
Pachycondyla variolosa är en myrart som först beskrevs av Arnold 1947.  Pachycondyla variolosa ingår i släktet Pachycondyla och familjen myror. Inga underarter finns listade i Catalogue of Life.